# Campionati mondiali di karate 2014
La 22ª edizione del campionato mondiale di karate si è svolta a Brema, in Germania, dal 5 al 9 novembre 2014.

## Medagliere
| Posiz. | Nazione              | Oro | Argento | Bronzo | Totale |
| ------ | -------------------- | --- | ------- | ------ | ------ |
| 1      | Giappone             | 3   | 2       | 5      | 10     |
| 2      | Egitto               | 3   | 2       | 1      | 6      |
| 3      | Francia              | 2   | 3       | 3      | 8      |
| 4      | Turchia              | 2   | 0       | 3      | 5      |
| 5      | Germania             | 1   | 3       | 3      | 7      |
| 6      | Iran                 | 1   | 2       | 2      | 5      |
| 7      | Italia               | 1   | 1       | 2      | 4      |
| 8      | Spagna               | 1   | 0       | 4      | 5      |
| 9      | Brasile              | 1   | 0       | 1      | 2      |
| 10     | Georgia              | 1   | 0       | 0      | 1      |
| 11     | Malaysia             | 0   | 1       | 1      | 2      |
| 12     | Norvegia             | 0   | 1       | 0      | 1      |
| 12     | Paesi Bassi          | 0   | 1       | 0      | 1      |
| 14     | Ucraina              | 0   | 0       | 2      | 2      |
| 15     | Austria              | 0   | 0       | 1      | 1      |
| 15     | Bosnia ed Erzegovina | 0   | 0       | 1      | 1      |
| 15     | Russia               | 0   | 0       | 1      | 1      |
| 15     | Svizzera             | 0   | 0       | 1      | 1      |
| 15     | Venezuela            | 0   | 0       | 1      | 1      |
| Totale | Totale               | 16  | 16      | 32     | 64     |

## Podi

### Maschili
| Specialità       | Oro | Argento | Bronzo |
| Kata             | Ryo Kiyuna | Ilja Smorguner | Vu Duc Minh Dack Antonio José Díaz |
| Fino a 60 kg     | Douglas Brose | Geoffrey Berens | Evgeny Plakhutin Amir Mehdizadeh |
| Fino a 67 kg     | William Rollé | Magdy Mamdouh | Vinicius Figueira Kujtim Bajrami |
| Fino a 75 kg     | Ryuichi Tani | Luigi Busà | Stanislav Horuna Noah Bitsch |
| Fino a 84 kg     | Gogita Arkania | Ryutaro Araga | Gökhan Gündüz Mohamed El-Kotby |
| Oltre gli 84 kg  | Enes Erkan | Sajjad Ganjzadeh | Admir Zukan Jagoba Vizuete |
| Kata a squadre   | Spagna José Carbonell Damián Quintero Francisco Salazar                                                                | Egitto Ibrahim Magdy Ahmed Ashraf Mohamed Hamdy                                                                            | Francia Vu Duc Minh Dack William Geoffray Rémi Martorana Malaysia Thomson Hoe Emmanuel Leong Leong Tze Wai |
| Kumite a squadre | Iran Saeid Ahmadi Bahman Askari Sajjad Ganjzadeh Ebrahim Hassanbeigi Saman Heidari Zabihollah Poursheib Iman Sanchouli | Germania Andreas Bachmann Noah Bitsch Mehmet Bolat Oliver Henning Jonathan Horne Heinrich Leistenschneider Nika Tsurtsumia | Turchia Uğur Aktaş Erman Eltemur Enes Erkan Gökhan Gündüz Rıdvan Kaptan Yaser Şahintekin Serkan Yağcı Giappone Ryutaro Araga Rikiya Iimura Masaya Ishizuka Hideyoshi Kagawa Hiroto Shinohara Ryuichi Tani Daisuke Watanabe |

### Femminili
| Specialità       | Oro                                                                    | Argento                                                                   | Bronzo |
| Kata             | Kiyou Shimizu                                                          | Sandy Scordo                                                              | Yaiza Martín Jasmin Bleul |
| Fino a 50 kg     | Serap Özçelik                                                          | Duygu Buğur                                                               | Rocío Sánchez Alexandra Recchia                                                                                                 |
| Fino a 55 kg     | Sara Cardin                                                            | Emilie Thouy                                                              | Miki Kobayashi Jana Bitsch |
| Fino a 61 kg     | Giana Farouk                                                           | Syakilla Salni                                                            | Laura Pasqua Mayumi Someya |
| Fino a 68 kg     | Alizée Agier                                                           | Gitte Brunstad                                                            | Iryna Zaretska Alisa Buchinger                                                                                                  |
| Oltre i 68 kg    | Shymaa Abou-El-Yazed                                                   | Hamideh Abbasali                                                          | Ayumi Uekusa Laura Palacio |
| Kata a squadre   | Germania Jasmin Bleul Christine Heinrich Sophie Wachter                | Giappone Suzuka Kashioka Yoko Kimura Miku Morioka                         | Italia Sara Battaglia Viviana Bottaro Michela Pezzetti Iran Mahsa Afsaneh Najmeh Ghazizadeh Elnaz Taghipour                     |
| Kumite a squadre | Egitto Shymaa Abou-El-Yazed Yassmin Hamdy Giana Farouk Fatma Al-Zahraa | Francia Nadège Aït-Ibrahim Leïla Heurtault Lucie Ignace Alexandra Recchia | Giappone Natsumi Kawamura Miki Kobayashi Mayumi Someya Ayumi Uekusa Turchia Buse Avcu Merve Çoban Meltem Hocaoğlu Serap Özçelik |